# Тит Албуций
Тит Албуций (на латински: Titus Albucius) e оратор на Римската република, претор в Сардиния през 105 пр.н.е.
Той произлиза от фамилията Албуции. След завършване на образованието си в Атина той се присъединява към епикурейците и става елинофил. Занимава се с гръцка литература. Цицерон го критикува.
През 120 пр.н.е. Тит Албуций съди Квинт Муций Сцевола, след като той се завръща от службата си в провинция Азия.
През 105 пр.н.е. Албуций е претор в Сардиния, където се бие против разбойниците. Той не получава разрешение от Сената да празнува затова триумф в Рим, но той сам го празнува в провинцията си (104 пр.н.е.).
През 103 пр.н.е. Гай Юлий Цезар Старши го обвинява в изнудване (repetundae). Гней Помпей Страбон му помага, но е осъден. След това той бяга в Атина и се занимава с философия.